# Nowina (województwo dolnośląskie)
Nowina – wieś w Polsce położona w województwie dolnośląskim, w powiecie ząbkowickim, w gminie Ziębice.

## Podział administracyjny
W latach 1975–1998 miejscowość położona była w województwie wałbrzyskim.

## Histora
Początki wsi nie są znane. Powstała prawdopodobnie w poł. XIV w. jako własność rycerska. Była własnością kilku rodów śląskiej szlachty aż do 2. poł. XVIII w., kiedy to około 1680 r. ówczesny właściciel baron Żerotin, sprzedał ją klasztorowi henrykowskiemu. W 1785 r. w Nowinie mieszkało 3 kmieci, 16 zagrodników i 6 chałupników, był folwark klasztorny, młyn i 2 budynki gminne.

## Kultura i sztuka
Nieformalne miejsce spotkań dolnośląskiego stowarzyszenia Nowinart zajmującego się promocją sztuki oraz prowadzeniem warsztatów w zakresie fotografii oraz sztuk plastycznych.

## Szlaki turystyczne
- Czerwony:  Nowina - Bożnowice - Biskupi Las - Wilemowice leśniczówka - Kamiennik
- Niebieski:  Ząbkowice Śląskie - Bobolice - Cierniowa Kopa - Zameczny Potok - Muszkowicki Las Bukowy - Muszkowice - Henryków - Raczyce - Witostowice - Nowolesie - Nowoleska Kopa - Kalinka - Nowina - Dzierzkowa - Siemisławice - Przeworno – Krzywina – Garnczarek – Skrzyżowanie pod Dębem – Biały Kościół[5]
- Nowina - Rozdroże pod Mlecznikiem - Raczyce - Henryków - Skalice - Skalickie Skałki - Skrzyżowanie nad Zuzanką - Bożnowice - Ostrężna - Miłocice - Gromnik - Jegłowa - Żeleźnik - Wawrzyszów - Grodków - Żarów - Starowice Dolne - Strzegów - Rogów - Samborowice - Szklary - Wilemowice leśniczówka - Biskupi Las - Dębowiec - Ziębice[6]